# Saint-Félix-de-Kingsey
Saint-Félix-de-Kingsey es un municipio canadiense situado en la provincia de Quebec.

## Superficie
Saint-Félix-de-Kingsey tiene una superficie de 126,28 km².

## Demografía
En 2021, tenía 1493 habitantes, una densidad poblacional de 11,8 hab./km², y 744 viviendas.